# Jesús Trindade
Jesús Trindade, vollständiger Name Jesús Emiliano Trindade Flores, (* 10. Juli 1993 in Salto oder Montevideo) ist ein uruguayischer Fußballspieler.

## Karriere
Der 1,73 Meter große Mittelfeldakteur Trindade steht mindestens seit der Spielzeit 2012/13 im Kader des uruguayischen Erstligisten Racing Club de Montevideo. In jener Saison bestritt er sieben Partien (kein Tor) in der Primera División. In der nachfolgenden Spielzeit 2013/14 lief er in 23 Erstligaspielen auf und erzielte einen Treffer. In der Saison 2014/15 wurde er 19-mal (ein Tor) in der höchsten uruguayischen Spielklasse eingesetzt. Es folgten in der Spielzeit 2015/16 20 weitere Erstligaeinsätze (ein Tor). Während der Saison 2016 stehen 15 absolvierte Erstligapartien (ein Tor) für ihn zu Buche.